# Die klügsten Männer der Welt
«Die klügsten Männer der Welt» (a menudo abreviado "DKMDW" y en español "Los hombres más inteligentes del mundo") es el quinto y último sencillo del álbum Geräusch, de la banda Die Ärzte. Su contenido es una oda sarcástica a los políticos.

## Video
En el videoclip, Bela B. es un hillbilly que canta, mientras ve un video de la banda tocando la canción; posteriormente es visto haciendo varias cosas en el país, entre ellas jugar con un tanque de juguete sobre un mapamundi derribando varios monumentos y disparando a Saddam Hussein; envía al cielo un cohete de juguete; y se dirige hacia una nube de hongo.

## Listas de popularidad
| País     | Lista                  | Posición de ingreso | Posición más alta | Semanas en la posición más alta | Semanas en la lista |
| -------- | ---------------------- | ------------------- | ----------------- | ------------------------------- | ------------------- |
| Alemania | Germany Top 100        | 23                  | 23                | 1                               | 9                   |
| Austria  | Austria Singles Top 75 | 33                  | 33                | 1                               | 10                  |
| Suiza    | Swiss Singles Top 100  | 50                  | 50                | 1                               | 2                   |